# 鉄拳のゲームシステム
鉄拳のゲームシステム（てっけんのゲームシステム）では、バンダイナムコゲームス（旧・ナムコ）が開発・販売を手掛ける対戦型格闘ゲーム『鉄拳シリーズ』のゲームシステムについて記述する。

## 基本操作
操作は8方向レバーと、左パンチ・右パンチ・左キック・右キックの4ボタン。『鉄拳タッグトーナメント』（以下『鉄拳TT』）シリーズのみ、パートナーとのチェンジに使用するボタンがこれに追加されている。
立ち状態・しゃがみ状態
立ち状態は上半身を起こして構えを取っている状態で、しゃがみ状態は上半身を下げて姿勢を低くした状態。しゃがみ状態では上段攻撃と投げ技を回避することができるが、しゃがみ状態で可能な動作は立ち状態に比べ限られている。立ち状態・しゃがみ状態の切り替えは通常はレバー入力で任意に行うが、横移動をした後や特定の技を出した後などにも自然にこれらの状態を経由する。
しゃがみ途中・立ち途中
しゃがみ途中は立ち状態からしゃがみ状態に入るその途中の状態で、立ち途中はしゃがみ状態から立ち状態に戻るその途中の状態。どのキャラクターにもこれらの状態に出せる専用の技が多く用意されているため、相手が出す上段攻撃や投げ技をしゃがみ途中に出せる技で潰したり、しゃがみ動作で空振らせた後に確定で入る反撃技を決めたりといったことが簡単にできる。また、このように立ち状態・しゃがみ状態へ移る途中の状態は投げで掴めないため、これを利用した防御法もある。
前進・後退
レバーを相手方向か相手と反対方向に倒すことによって前後に移動する。相手が横移動をしていた場合、向きを合わせながら前進する。移動速度は非常に遅く、キャラクターによってほとんど差は無い。後述のステップ動作を連続で出し続けて戦うのが一般的である。
ステップイン（ダッシュ）・ステップアウト（バックダッシュ）
レバーを相手方向か相手と反対方向に素早く2回倒すと、その方向に素早く移動する。ステップ動作はレバーを別方向に入れることにより常時キャンセル可能であり、スキが皆無である。ステップの終わり際をキャンセルしまたステップすることで高速な移動が可能になる。特にステップアウト中は立ちガード状態も兼ねているため、敵の攻撃範囲から逃げる行動として有効である。
走り
相手との距離が開いた時に、前進方向にレバーを3回倒すかレバーを倒し続けることにより相手に向かって走ることができる。キャラクターによって多少の違いはあるが、この走り状態からはタックル、スライディング、スラッシュキック、ランチョップ、踏みつけ、無敵ショルダーアタックなどの技を出すことができる。
ジャンプ
上方向にレバー入力でジャンプする。レバーの入れ具合でジャンプ高度が分岐し、専用攻撃も変化する。小ジャンプキックなどのコマンドが専用技になっているキャラクターがシリーズ後期に増えている。共通攻撃の中でも、小ジャンプ右キック「ライジングトゥーキック」は浮かせ技として活用できる。『鉄拳4』では前方ジャンプしかできない。
チェンジ
『鉄拳TT』『鉄拳TT2』で、ボタン入力が有効な状態でチェンジボタンを押すと、待機しているパートナーと交代する。パートナーは待機している間、相手の攻撃を受けて減らされた体力ゲージ内に残る赤い部分（バイタルソース）が徐々に回復して行く。この間、操作中のキャラクターが何回か攻撃を受けると、待機中のパートナーはその後に出す技のダメージがアップするレイジ状態（後述）になる。体力の回復速度や怒り状態へのなりやすさの度合いはキャラクター同士の相性が関係しているため、どのパートナーを選ぶかも戦略としてある程度は考慮する必要があると言える。どちらか1人でもKOされたら負け。『TT2』では、緊急回避措置としてパートナーがレイジ状態の時に限り、画面端の斜め上から降下しつつ攻撃しながら割り込む「タッグクラッシュ」が追加された。ただしタッグクラッシュを使用した場合は交代するキャラのバイタルソースが無くなり、登場するパートナーのレイジ状態は解除されてしまう。また、タッグクラッシュを読まれると攻撃をかわされ、逆に背後から一方的に攻められることもある。
基本攻撃
以下は、全キャラクターが何らかの形で共有する基本攻撃と呼ばれる技を表にしたものである。古い作品ではほとんど全てのキャラクターがこれらの技を有していたが、後年の作品では同様の入力に固有技が割り当てられることが多くなり、対人戦であまり有効でない左キック系の技やジャンピングダウンパンチなどは徐々に削除されて行く傾向にある。
| 状態                      | 左パンチ                      | 右パンチ                             | 左キック                      | 右キック                           |
| ------------------------- | ----------------------------- | ------------------------------------ | ----------------------------- | ---------------------------------- |
| 立ち状態                  | リードジャブ （上段）         | クロスストレート （上段）            | サイドハイキック （上段）     | ハイキック （上段）                |
| 立ち状態レバー前斜下      | ステップインアッパー （中段） | ショートアッパー （中段）            | サイドキック （中段）         | フロントキック （中段）            |
| しゃがみ途中 しゃがみ状態 | シットジャブ （特殊下段[1]）  | シットストレート （特殊下段[1]）     | シットスピンキック （下段）   | ローキック （下段）                |
| 立ち途中                  | アッパーカット （中段）       | ライジングアッパー （中段）          | トルネードキック （上段）     | トゥースマッシュ （中段）          |
| ジャンプ中                | ジャンプナックル （中段）     | ジャンピングダウンパンチ[2] （中段） | ジャンピングソバット （上段） | ライジングトゥーキック[3] （中段） |

## 攻撃判定とガードの関係
上段攻撃
ハイキックやジャブなど、相手の顔面を狙って繰り出す攻撃。牽制に用いる小技に限って言えば上段攻撃は全般的に出が早く、ガードされてもそれほど不利にはならない技が多い。出の早さを生かして近距離戦でラッシュを仕掛けて相手の行動を抑制したり、逆に相手に不利な状況を強いられた時にそれを打開したりといった場面で使われる。例外的なものもあり、上段攻撃でもいわゆる大技と呼ばれるものは全般的に出が遅く、ガードされた場合は反撃が確定するほど不利になるものがほとんどである。これら上段攻撃全てに共通して言えることは、相手がしゃがみ状態だと一切当たらない上に、相手側から上段を潜る性質の技や『鉄拳5』から導入された概念のしゃがみステータスを持つ技などを合わせられると一方的に潰されてしまうという脆弱性を抱えているという点である。そのため、下記の中段攻撃との併用が攻撃戦術において必須となる。
中段攻撃
フロントキックやボディブローなど、主に相手の胴体を狙って繰り出す攻撃であるが、顎から殴り上げたり蹴り上げたりする系統の技や、頭頂部を目掛けて真上から叩きつける系統の技もこれに該当しているケースが多い。中には、ダウンしている相手にも当たるほど低い位置まで届く技がある。これら中段攻撃全てに共通して言えるのは、上段攻撃と違ってしゃがみで回避することができないということであり、また、相手側から上段を潜る性質の技やしゃがみステータス技などを合わせられてもこれを潰すことができるという点である。浮かせ技から相手を固めるのに使える小技、一発逆転の大ダメージが見込める技まで、一通りのものが揃っている。しかし、技の発生は上段に比べるとやや遅いので潰されやすく、また、ガードされると不利になるものが多い。技によっては微小な差でしかないものもあるが、基本的にはこの技だけで攻めるのは難しい。
下段攻撃
ローキックや足払いなど、相手の足元を狙って繰り出す攻撃。中段攻撃と対になる判定の技で、しゃがみガードを使わないと防御できない。鉄拳シリーズは中段が強力なゲームなので裏の選択肢としてヒットさせやすいが、中段よりも発生が遅いものが多く、技を振り回して暴れる相手に対しては弱い。また、『鉄拳TT』以降の作品では、一部の足払い系の技はガードされると仕掛けた側が大きく体勢を崩し動きが止まるよう変更され、さらに『鉄拳5』以降の作品では、相手側からジャンプステータスを持つ技を重ねられると一方的に潰されるようになるなど、当てられなかった時のリスクが大きめに設定されている。見た目通り、ほとんどのものがダウンしている相手にも当たるという性質があるので起き攻めにも使われるが、前述した通りの脆弱性を抱えているため、この判定の技だけで起き攻めを展開するにはそれ相応のリスクを負うことにもなる。
上段+下段攻撃
『鉄拳5』から追加された攻撃で、ジャブとローキックをほぼ同時に繰り出すというもの。ジュリアやレオといったごく一部のキャラクターが持つ。下段攻撃と同様にしゃがみガードをすれば下段をガードしつつ上段もかわすことができるが、上方にも攻撃判定があるおかげでジャンプステータスを持つ技を合わせられても強いという性質を持つ。
特殊中段/下段攻撃
シットジャブ（いわゆるしゃがみパンチ）に多い攻撃判定。立ちガード・しゃがみガード共に可能な攻撃なので、相手のガードを揺さ振るのには使えないが、しゃがみステータスなどの付加価値がついていることが多いので、主に相手の上段攻撃を潰すために使われる。ただしそのかわりに特殊中段攻撃はしゃがみステータス技に潰される可能性がある他、下段捌きやジャンプステータス技には一方的に潰される。
鉄拳7までの特殊中段は下段捌きで捌ける技と捌けない技は個別に判定されていたが、鉄拳8からはさばきが不可能な特殊中段技、さばき可能だがしゃがみステータスを持つ特殊下段技に分類が増えている。
ガード不能技
ガードで一切防ぐことのできない、強力無比な攻撃。ただしこの系統の技は基本的に攻撃判定が出るまでにかなり時間がかかるため、使い所を誤ると相手の早い打撃に潰されて逆に自分が大ダメージを受けるという状況に陥りやすい。『鉄拳2』以降、全キャラクターが何らかの形で必ず一つは与えられており、中には発生が比較的早く戦術に組み込みやすいガード不能技を持つキャラクターもいる。攻撃判定が高い位置にあり、しゃがみで回避できる物は「上段ガード不能技」と呼ばれ区別される。『鉄拳』シリーズが他のリアリティ重視のゲームとは異なることを特徴付けているシステムの一つである。
投げ技
= 掴み攻撃。格闘ゲームにおける「投げ技」は相手を掴んで投げたりする以外にも、打撃を加えたり関節技を極めたりと、現実の格闘技における投げ技よりも広い意味で使われる。一部の特殊投げを除き、立ちガードで防ぐことはできない。ほとんどの投げ技は「投げ抜け」をすることが可能。投げコマンド完成後即投げには移行せず、掴みモーションが敵にヒットした時に初めて投げに移行する。
10連コンボ
通常のコンビネーションとは別に用意されている物で、ボタンを順番に押していくことで最大10発までの打撃技を出すことができるというコンビネーション。途中に投げ技が含まれている場合もある。基本的には全キャラクター共に最低1種類は備わっている。『鉄拳4』まではこれを持たないキャラクターもいたが、『鉄拳5』からは必ず1つは備わるようになった。「 - コンボ」と名が付いてはいるが、このコンビネーションはあくまで連携であり、初段を食らっても途中からガードすることが可能。また、下段さばきなどで寸断することもできる。しかし、上中下と次々と攻撃を繰り出すため、コンビネーションの内容を把握していなければ完全に防ぐのは難しい。
カウンターヒット
相手が出す技の攻撃判定が出る前（準備動作中）に、こちら側の攻撃を命中させて相手の攻撃を潰すとカウンターヒットとなる。カウンターヒットを成功させると、その技で相手に与えるダメージに一定の法則による倍率がかかる。カウンター時のダメージ増加分は、潰した技の攻撃力の大きさにより変化する。技の中にはカウンターヒットで大きく性質を変えるものがあり、コンビネーション技が全段確定でヒットするようになったり、崩れダウン状態にしたりといった効果が追加される。
クリーンヒット
技の中にはクリーンヒット判定を持つものがある。噛み砕いて言うと、「カス当たりの時」と「真芯に入った時」とで効果が変化する技である。クリーンヒット判定がある技は、近距離でヒットさせることにより非ダウン技だったものがダウン誘発技になったりといった効果が現れる他、基本的に基礎ダメージ値が1.5倍に跳ね上がる。クリーンヒットとカウンターヒットの双方が同時に成立した場合、一瞬で試合の流れを大きく傾けるほどの大威力が発揮される。
ジャンプステータス、しゃがみステータス
『鉄拳5』より導入されたシステムで、空中にジャンプしながら出す技は相手の出す下段攻撃には絶対に当たらなくなり、姿勢を低くしながら出す技は相手の出す上段攻撃を必ず潜り抜けることが可能になった。『5』以前のシステムでは、ジャンプしながらの技を出してもしゃがみパンチで潰されるという不可思議な現象がよく見られたが、このシステムの導入によってそれが解消し、戦略にも影響するようになった。
ホーミングアタック
『鉄拳6』より導入されたシステムで、一部の回転系の技に存在し、相手が右・左のどちらの横移動で避けてもヒットするようになった。『鉄拳TT2』以前は上段・中段技にのみこの効果が存在し、下段技には存在しなかった。ホーミングアタックの技には、モーション中にうっすら白いエフェクトがかかる。
ホーミング属性は持っていないが特定の方向の横移動に対して強いという通称「疑似ホーミング」も存在する。

## 投げ技の種類
通常投げ
全キャラクターとも、左パンチボタン+左キックボタン同時押しで出せる「左投げ」と、右パンチボタン+右キックボタン同時押しで出せる「右投げ」を持つ。初代『鉄拳』のみ投げ抜け不可だったが、『鉄拳2』以降は投げ抜けが可能になった。投げ抜けは、仕掛けた側の投げ技の左右に対応するパンチボタン押しで行う（『鉄拳3』以降での入力方法）。鉄拳8では「左右両方で任意のパンチボタン」押しに変更された。『鉄拳4』では左投げ入力が「ポジションチェンジ」に割り当てられており、従来までの左投げはレバー前入れ+右投げ入力で出すように変更されている。
ロングレンジスロー
『鉄拳5』より導入されたシステム。通常投げを相手方向にレバーを入力しながら行うと、少し踏み込みながら掴むことができる。通常投げよりも発生が遅くなるが、その分リーチが伸びる。また相手の横移動を掴まえやすいというメリットもある。鉄拳8にて一律削除された。
コマンド投げ
レバー操作+どれか1つまたは複数のボタン入力により発生する投げ技。コマンド入力を要する分、基本的には通常投げよりも威力は高めに設定されている。また両パンチ入力の技に関しては「両パンチボタン同時押し」でないと抜けられない他、投げ抜け不能の投げも存在する。各キャラクターとも最低でも1つは用意されており、特にニーナやキングなど一部の（主に格闘スタイルが投げ技主体の）キャラクターは他とは比較にならないほど多数持っている。『鉄拳2』までのコマンド投げは（ごく一部を除いて）投げ抜け不可だったため、強力な確定反撃技として猛威を振るったが、『鉄拳3』以降では投げ抜けが可能となったために通常投げなどを含めて複数の投げを使い分ける必要が出てきたため、あくまで投げ技のバリエーションの一つという位置付けになった。
投げコンボ
前述のコマンド投げのバリエーションの一つで、相手に始動技となるコマンド投げ（打撃技や後ほど説明する「空中投げ」が始動技になっている場合もある）を成立させている最中に特定のボタンとレバー入力をタイミング良く次々と追加していくことにより、さらに別の投げ技へと派生していくタイプのもの。「 - コンボ」と名が付いてはいるが、相手側も基本的に途中で投げ抜けすることができるようになっている（一部例外あり）。ただし派生には複数のコマンド分岐があるため、これを用いて相手に二択以上の選択を迫り、読み合いに持っていくことができる（仕掛けられた側は仕掛けた側の入力に対応した専用の投げ抜けコマンドを決められた猶予以内に正確に入力しなければならず、間違えたりしたら投げ抜け失敗となる）。特殊な例としてはマードックには投げ抜けしたところを捕まえる技もある。『鉄拳』ではウィリアムズ姉妹以外使用していなかったが、以降の作品ではそれ以外のキャラクターも使用するようになった。「連携投げ」「連携コマンド投げ」などとも呼ばれる。
側面投げ
相手の横を取った状態で投げが成立すると側面投げとなる。左側から掴んだ場合と右側から掴んだ場合、それぞれ別の投げ技が用意されている。正面からの投げ技と同様に抜けることができる。『鉄拳3』以降に登場するキャラクターは全員2種類ずつ持っている。正面投げに比べて投げ抜け有効時間が半分程度に短縮され、また威力も正面投げより高い。
背面投げ
相手の背後を取った状態で投げが成立すると背面投げとなる。使用キャラクターや相手キャラクターにもよるとはいえ、狙えるチャンスは滅多に無いが、その分全体的に与えるダメージが非常に大きい上に、シリーズ通して投げ抜け不可となっている。『鉄拳2』より登場したものだが、例外としてミシェール・チャンとワン・ジンレイのみが『鉄拳』時より固有技として与えられていた。
下段投げ
その他の投げ技とは逆にしゃがみ状態の相手を掴む、いわゆる「しゃがみ投げ」。『鉄拳』にはリターンの大きい中段攻撃が多数あるため、このタイプの投げ技を所有するのはごく一部のキャラクターのみである。
タックル
3歩以上走って相手に接触したときに発生する状態で、立ち状態・しゃがみ状態ともに掴むことができる。成功した後は相手を押し倒し馬乗りになり、全キャラクターともに共通の派生技へと移行できる。成功すれば一方的に攻撃を仕掛けられるが、タックル切り（タックルそのものの投げ抜け）・タックル返し（相手に返されて逆に馬乗りにされてしまう状態）・派生技の返しと、攻撃を抜けるポイントがいくつもあるので信頼度は低い。一部のキャラクターはその場から直接組み付くことができる固有技「アルティメットタックル」を持つ。
打撃投げ
打撃技の中にはヒット時に投げモーションへと移行するものがある。打撃技であるゆえガードすることは可能だが、ヒットするとそこから発動される投げ技は基本的には投げ抜け不能となる。正面からのヒットが条件となっている場合が多い。
空中投げ
『鉄拳5』から登場した投げ技で、その名の通り空中判定にある相手を捕捉する攻撃。コマンドは地上で入力する。投げ抜け不可。また、空中投げから派生するタイプの「投げコンボ」も存在。こちらは一般的な投げコンボと同様、始動技の空中投げとは異なり、投げ抜けができるようになっている。主に空中コンボの締めに使用される。
ダウン投げ
ダウン状態（地に伏している状態）の相手を掴む投げ技。投げ抜け可能なものと不可のものがある。
ポジションチェンジ
『鉄拳4』で登場した投げ技。左パンチボタン+左キックボタン同時押しで出すことができる。相手を掴んだ後、任意の方向へ突き飛ばす。『鉄拳5』では削除され、スティーブが同名の投げ技を持つのみとなった。

## 防御に関して
ガード
3D格闘ゲームでは珍しく、2D格闘ゲームと同様のレバーによるガード操作を採用している。使用キャラクターが右方向を向いている状態（いわゆる1P側）では、レバーを左方向に入れることで上段ガード（立ちガード）が、左下方向に入れることで下段ガード（しゃがみガード）が成立する。『鉄拳2』以降の作品ではニュートラルガードの名称でオートガードが導入されたため、攻撃を繰り出している最中や攻撃を喰らった直後の一定時間などでなければレバーニュートラルで上段ガードが、レバー真下入れで下段ガードが成立する（『鉄拳4』のみ、レバー真下入れは横歩きになる）。
投げ抜け
投げを受けたとき、すぐにパンチボタンを押すことで相手の投げを回避することができる。投げ抜けコマンドはどの投げでも左パンチ、右パンチ、左右パンチ同時押しのどれかで(鉄拳8では通常投げのみ左右どちらでもOKに変更された)、一回入力すると別の抜けコマンドは反映されない。左パンチで抜けられる投げは左腕を前に出し、右パンチに対応する投げは右腕を前に出すなど、掴み動作が抜けボタンにより異なるため、慣れてきたら投げの掴み動作を見てから抜け入力をすることもできるようになる。
横移動
『鉄拳3』から追加された。レバーを上か下に倒してすぐニュートラルに戻す（ちょんと倒してレバーから手を離す）ことで横に移動し、自分の立つ軸を横にずらす形でステップする。相手の半数の攻撃をガードすることなく避け、また相手の側面も取ることができる。『鉄拳4』ではレバーを倒しっぱなしにすることで横に歩きながら移動するタイプが採用され、『鉄拳5』以降は併用となり、上(下)ニュートラルで横ステップ、上(下)ニュートラル上(下)入れっぱなしで横歩きとなった。
返し技
『鉄拳2』より一部のキャラクターに装備された。その名の通り相手の技に対し、タイミングよく返し技のコマンドを入力すると相手をつかみ投げ飛ばす技。返し技の判定時間はあまり長くなく、硬直も長いため、タイミングを間違うと手痛いダメージを被ってしまう。上・中段攻撃を返せるが、肘、膝、肩による攻撃は返せないことが多い。パンチ攻撃に対してのみの返し技、キック攻撃に対してのみの返し技を持つキャラクターもいる。ただし、この返し技を抜ける手段「返し技返し」は全キャラクターに装備されている。
さばき
返し技と違い、相手の技をさばくだけで攻撃はしないが、さばかれた相手は大きくバランスを崩すのでさばいた側が有利な時間を得る。上・中段さばきは一部のキャラクターに、下段さばきは『鉄拳TT』以降全キャラクターに装備されている。『鉄拳4』からの風間仁には「受け流し」という特殊な性能の技が固有技に備わっているが、これは通常のさばきとは少し違い、相手はバランスを崩したりせず、ちょうど攻撃を空振りさせたのと同様の効果となる。また『鉄拳5』のワン・ジンレイには「消力」という固有のさばき技が導入されており、これは前述の「受け流し」に似ているが、さばき成功時に強力な固有技を出して反撃できるようになっている。
下段さばき
『鉄拳3』より導入され、『鉄拳TT』以降全キャラクターに装備されたシステム。レバーをタイミングよくしゃがみ前進方向へ入力することで、下段攻撃や特殊中段攻撃をさばき、相手に大きな隙を作ることができる。このシステムの導入によって、安易なしゃがみパンチや隙のないローキックにもリスクが伴うようになった。なお一部の下段攻撃にはさばけなかったり、さばいた側が不利になるものもある。『鉄拳6BR』以降はさばかれた側は後述のバウンド状態、『鉄拳8』ではトルネード状態となる。
ダウン - 起き上がり
ダウンした状態からは、様々な起き上がり方法で立ち合いに復帰することができる。レバー入力でその場起き上がり・前転起き上がり・後転起き上がりを、左パンチで横転起き上がりをする。また、キックボタンを入力すると起き上がりつつ中段キックないしは下段キックを出すことができる。ダウンしている状態によっては、スプリングクロスチョップや牽制キックなど、その他の起き上がり行動を取ることもできる。
受け身
ダウンする過程を省略して、即座に立ち合いに復帰する行動。地面に背が付いた瞬間にボタンを押すと横転受け身を取り、レバー入力で後転受け身やクイック受け身を取る。しかし、この受け身にもわずかながらに無防備になる状態が存在しているため、万能な復帰動作であるとは言えない。むしろ、相手が受け身を取ることを予測して浮かせ技やガード不能技などを重ねる「受け身確定（受け確）」なる戦術までもが存在しているくらいである。

## やられの種類
- 非ダウン
  - 通常のやられ状態 - 一瞬だけ前のめりになったりつまづいたりといった様々な状態がある。
  - のけぞり状態 - 顔面を押さえながら後ずさりをして行く状態。やられ側はダウン選択可。
  - ひるみ状態 - 一定時間、ガードなどの一切の行動が不能になる状態。『鉄拳5』では、スラッシュキックガード時の硬直に関してはガードのみ可能な特殊な硬直状態へと変更された。
  - へこみ状態 - 片膝を完全に付いてしまっている状態。追撃確定。
  - 尻もち状態 - 文字通り尻もちを付いて一瞬だけ倒れ込む状態。タイミングはシビアだが、受け身で追撃回避可。
- ダウン
  - 吹き飛びダウン - 「崩拳」カウンターヒット時などから発生する状態。
  - 叩き付けダウン - 直接地面に叩き付けられる状態。
  - 転倒 - 文字通り転倒する状態。
  - 浮き - 空中に浮き上がってからダウンする状態。追撃確定。
  - よろけダウン - 腹部を押さえながらその場に倒れ込む状態。やられ側は即座にレバーを前方向に入れることでこの状態から回復することができるため、必ずしも追撃が確定するものではない。
  - 崩れダウン - 気絶してその場で崩れ落ちる状態。やられ側は回復不可、追撃確定。
  - スタン状態 - この間に、「忌怨拳」や「風神拳」を当てると全てカウンターヒット扱いになり、ジャブなどの軽い攻撃を当てると仰向けの崩れダウンになるという特殊なよろけダウン状態。『鉄拳4』では回復不可、追撃確定。

## コンボ
空中コンボ
「浮かせ技」と呼ばれるタイプの技を相手に当てることで始動する連続技。浮かせ技を食らった相手は、空中に浮き上がってから地面に落下するまでの間は完全に操作不能になるため、様々な追撃を加えて行くことが可能になる。ただし、空中コンボ中は、その間に入れた技のダメージ値に補正が入る。浮いた相手には、まず初段に比較的威力の高い技を当て、続いてワンツーパンチなどの細かい打撃を挟み、最後に高威力の単発技やコンビネーション技で締めるのが基本となる。
『鉄拳』シリーズでは、どのキャラクターも浮かせ技を豊富に持っている。そのため、一試合中に空中コンボを決める機会は非常に多い。作品にもよるが、空中コンボは最後まできっちりと決めることができれば相手の体力の3割 - 7割ほどを奪って行く。そのため、試合展開は非常にスピーディー。
バウンドコンボ（『鉄拳5DR』以前）
空中コンボのバリエーションの一つで、叩きつけた相手を地面すれすれで浮かせなおすコンボのことを言う。通常、キャラクターはダウンする際に受け身を取ることが可能だが、うつ伏せで着地寸前に攻撃を受けた場合は受け身を取ることができない。打点が低いので当てられる技は制限されるが、起き攻めしやすいのが利点。
バウンドコンボ（『鉄拳6』）
『鉄拳6』ではバウンドコンボの仕様が大幅に代わり、基本システムの一つに加えられた。空中に浮いた相手を地面に強力に叩きつけることにより特殊なやられ方に移行し、さらに追撃を加えることが可能になった。また以前の意味のバウンドコンボもなお実践可能である。
『鉄拳7』ではスクリュー、『鉄拳8』ではトルネードと名称とルールが変更、条件もたたきつけでは無く空中の相手に特定の技を当てるに天候された。またコンボ中にそれぞれの状態が起こるのが1度だけとなり、1コンボでの火力が下方修正された。
タッグコンボ
『鉄拳TT』『鉄拳TT2』に採用されているシステムで、技表において「チェンジ可能」と規定されている浮かせ技がヒットしたら即座にパートナーにチェンジし、そのパートナーが代わって追い打ちを行うという連続技。回復する余地のある赤ゲージを一部削減する効果がある。浮かせ技だけでなく、相手を浮かすことのできない技や特定の投げ技がタッグコンボ始動技に該当している場合もある。
タッグアサルト
『鉄拳TT2』のみに採用されているシステムで、前述のバウンド状態を誘発させる際にパートナーを呼び出し1回だけ追撃を行うことができる。ここでの「1回」とは任意の長さのコンビネーション技を指し、コンビネーションの結果構えなどへ移行する場合は移行した後の技も出すことが可能。ただし、タッグアサルトでの追撃はダメージがすべて回復する余地のある赤ゲージとして残り、さらにアサルトが一発でも当たった時点でやられ側のパートナーに後述のレイジ状態が発動する。
地上コンボ
2D格闘ゲームほど派手なものはないが、『鉄拳』にも立ち合いの中での連続技は存在する。ほとんどの場合は、閃光烈拳のような既存のコンビネーション技の中に含まれるが、全く別種の技が連続ヒットするものもある。一例として、立ち上がり途中左パンチ→連拳衝腿（ワン）、しゃがみ状態の相手に龍声中段脚1発目→ハイキック（レイ）など。これは、特定の非ダウン技を相手にヒットさせることにより発生する有利フレーム値を利用したものである。
壁コンボ
壁に叩き付けられて相手が行動不能になったところに、さらに攻撃を加えて行くコンボ。壁叩き付け・貼り付けの状態は、吹き飛ばす技を用いて壁に叩き付ける、あるいは空中コンボの途中で壁に激突させることで誘発される。

## 特殊構え、特殊ステップなど
特殊構え
全キャラクターともに、基本的には左手左足を前に出して右手右足を後ろにしたいわゆるオーソドックススタイルの構えを取るが、『鉄拳2』以降の作品では一部のキャラクターのみがそれ以外にも別の構えを取ることができるようになった。この構えからは、通常の構えからは出せない技を出すことができる。特にレイ・ウーロンは獣の姿を模した「五形拳」を持っており、多数の構えを使い分けなければならない。この特殊構えには相手の技をガードできなかったり、移動すると構えを解いてしまうものもある。構えとは違うが、マードックやフェンのようにダウン状態から特殊な攻撃を出せるキャラクターもいる。
特殊ステップ
レバー入力+ボタンで出せる一部の技を出す最中に、そのレバー入力部分の部分で上体を屈めながら大きく踏み込むキャラクターがいる。この特殊な移動を特殊ステップといい、ボタン入力を省略することで単独での使用が可能。代表的なものとして、一八やファランやキングなどといった一部のキャラクターのみが持つ、コマンド入力から発動するしゃがみダッシュ「風神ステップ」がある。他に、ポールなどが持つしゃがみダッシュ「潜りステップ(『7』までは正式名称を持たなかったので「崩拳ステップ」という通称で呼ばれていたが、『8』で正式名称がついた」や、ニーナなどが持つしゃがみダッシュ「掌握ステップ」、上体を後ろに反らす動作「スウェー」などがある。後年の作品では、風神ステップのみを繰り返すことで相手にプレッシャーを与えつつ高速で接近していく「ステステ」なるテクニックや、崩拳ステップだけを見せて通常立ち構えからの技を出す「潜りステップキャンセル」なるテクニックが多用されている。
またシステムの穴を付いた形で、本来バックステップは連続で出せないが、バックステップをしゃがみでキャンセルすることで連続で行い高速で下がる「山田ステップ（略称：山ステ）」と、バックステップを横移動でキャンセルしジグザグに高速ステップする「野口ステップ」が考案されている(プレイヤーの山田氏、野口氏が考案したのでこの名称となっている)。。
最速入力
『鉄拳3』より導入されたシステム。代表的なのは三島家（後述）の「最速風神拳」（略して最風）であり、これは風神拳コマンドの斜め下と右パンチを同時に入力することで硬直が短く、威力の高い（注：威力が高いのは『鉄拳5』まで）風神拳を放つことができる。この最速入力で出せる技はガードされても相手が弾かれて反撃を受けない、硬直が短いからより高威力の空中コンボを決められるなどの利点があるが、入力がシビアであり、練習が必要。補足として、最風が成功すると風神拳のエフェクトである雷が通常より早く発生し、技の掛け声も変わる。
挑発
一部キャラクターに固有技として与えられている挑発行動には、ダメージなしかつガード不能の攻撃判定が持つ物がある。このような特殊な性質を持つ物は、対戦相手への挑発に使用するという本来の目的以外にも、相手のガードを崩す、各種コンボの途中に組み込むなどの用途で使われることもある。
パワークラッシュ
『鉄拳7』から追加されたシステムで、攻撃モーション中に相手の技を受けても崩されない特殊攻撃。発動中は体が白いオーラに包まれる。ただし相手の攻撃のダメージはそのまま受け、下段攻撃と投げ技には耐えられない。
レイジ
『鉄拳6』からの要素で、劣勢に立たされた者に逆転のチャンスを増やすために追加された。残り体力が少なくなると専用の効果音が鳴り体力ゲージが赤く点滅し、腕や足にオーラを纏う「レイジ状態」になり、攻撃力が強化される。
初出の『鉄拳6』では全ての打撃技の威力が1.35倍に強化されるが、投げ技は威力が上がらなかった。『鉄拳TT2』では仕様が変更され、パートナーキャラクターの体力が一定以下になると発動し、交代後10秒間だけ持続する。いつ発動するかはキャラクターごとに決められたパートナーとの相性によって違い、相性が良ければパートナーの残り体力が多くても発動し、悪いとかなり減るまで発動しない。
『鉄拳7』からは威力倍率が調整され1.1倍に減ったが、投げ技も恩恵を受けるようになった。また、いわゆる超必殺技に相当する「レイジアーツ」と、『鉄拳7 FR』では通常技の強化版となる「レイジドライブ」が追加された。どちらも強力な技だが、発動した時点でレイジ状態は解除される。レイジアーツは体力が少ないほど威力が上がり、発生途中からは下段も受け止められるパワークラッシュ属性を持っている。なお『鉄拳7 FR』まではレイジアーツに固有の技名が付いていたのは、一部のゲストキャラクターのみだった。『鉄拳8』ではレイジドライブが削除され、全キャラのレイジアーツの発動条件およびコマンドが一律になり、固有の技名が付与された。

## 対戦フィールドに関して
無限遠ステージ
『鉄拳4』『鉄拳8』を除く全シリーズに存在。『鉄拳TT』までの作品のステージは全てこの無限遠ステージである。いわゆる『画面端』が存在せず、どれだけ後退しても追い詰められることがない。ただしお互いのキャラクターが離れる距離には制限がある。
アンジュレーション・障害物
『鉄拳4』に登場。『4』では無限遠ステージは廃止され、全てのステージに壁を採用し、不規則な形だったり、アンジュレーション（高低差）や障害物があるステージも登場した。高低差による優劣、障害物に激突することによる追加ダメージがある。
壁
『鉄拳4』以降の作品に採用。『4』のステージ特性から『5』に唯一引き継がれた特性。吹き飛ばされて激突することによる追加ダメージがあるほか、壁を利用することで通常ではつながらないコンボを決めることができる。
ステージ移動
『鉄拳6』から採用。『6』に存在するステージの中には、相手を叩きつけることで壊れる床や壁があるステージがある。厳密に言うと、崩落する部分の床の上で床に叩きつける技を、壊れる壁には叩きつける技をそれぞれ使うと破壊される。『6』に存在する12のステージの中で、床が崩落する物は2つ、壁が壊れる物は1つある。前者は叩きつけられた側に追加ダメージがあり、ステージの雰囲気が変わる。またそのうちの1つはステージが広くなる。後者はステージの広さが倍になる。またウォールブレイクやフロアブレイクを起こすとバウンド/スクリュー/トルネード後の状況で浮き直すため、さらに追撃が入る。

## その他・用語
キャラクターの衣装・カラーリング
基本的に1Pカラーと2Pカラーで服装が異なり、主に1Pカラーは胴着などそのキャラクターの格闘流派を反映した服装が割り当てられており、2Pカラーはそのキャラクターの性格・設定を反映した私服が割り当てられている。初期作品では2D格闘ゲームと同様2Pカラーが1Pカラーと同一デザインの色違いとなっているキャラクター（主に中ボス）もいた。『鉄拳2』以降、3Pカラー（ほとんどの場合は条件を満たさないと使用できない）や、全く同じ性能を持つ別人がアナザーカラーになっているキャラクター（いわゆるコンパチキャラクター。カラーの扱いはキャラクターによって異なる）が登場している。また、『鉄拳5』以降はインターネット上でのサービスを利用して衣装や一言挨拶などのカスタマイズもできる。色だけではなく装飾品が付くこともあるが、攻撃範囲や当たり判定が変化することはない。一部のアイテムは攻撃に使うことができるが動作を極端に遅く、大げさにするなどして意図的に利用しにくくされている。
三島
三島の名を冠するキャラクターを総じて指す言葉。三島平八、三島一八、麗奈と『鉄拳TT』までの風間仁および『鉄拳5』以降のデビル仁が該当する。共通点として「風神ステップ」からの強力な択一攻撃を持っている。
『鉄拳3』以降は、特殊な入力をすると発生が早い上に立ちガードされても相手を遠く突き放す通称「最速風神拳」が登場。『鉄拳4』では全て上段判定になった上にカウンターヒットさせないと浮かせられないという弱体化をほどこされたが、『鉄拳5』以降の作品では再びノーマルヒットでも浮かせられるようになった。
三島の姓を持つキャラクターは他にも三島仁八と三島一美がいるが、風神ステップを持たないため性能的には例外とされる。
Jack系
コンパーチブルキャラクターの多い鉄拳シリーズの中でも、特にJackはコンパーチブルキャラクターが多く存在していた。『鉄拳5』においては完全に別キャラクターになっているクマや厳竜も、元はJack系からの派生である。そのため、これらを総じて呼称する際にこの言葉が使われる。Jack系キャラクターの特徴として、「体が大きい」「スピードが遅くパワー系」などが挙げられる。体が大きいので空中コンボが入りやすく、また、ダウンしている状態での当たり判定も大きいため、他のキャラクターにはダウン状態には入らないような下段攻撃・中段攻撃もJack系には入ってしまうということが多かった。『鉄拳5』以降のジャック5およびジャック6はこの点が修正されているが、相手が繰り出す攻撃に対し横移動等で回避しにくいという点だけは修正されていない。「Jack系限定コンボ」などといった形でよく使われる。
キング系
Jack系と同じくシリーズを通して登場している系統で、「標準的な体型とスピード」「豊富な投げ技」「打撃も可能」という特徴を持ち、バランスがとれた戦いができる。
特に分岐があるコマンド投げ（関節技）は、投げ抜けが可能になるまでは初心者だけでなく、システムに慣れた中級者にも対応しにくい存在だった。『鉄拳3』で投げ抜けが可能になっても、「三島家」より充実したコマンド投げを目当てにするプレイヤーに好まれている。
アーマーキングは性能差がないコンパチキャラクターだったが、次第に打撃技を強化したキャラクターに変更された。
ウィリアムズ姉妹もキング系と同じく豊富な投げ技をもつが、こちらは「スピード系でパワーに劣る」「リーチが短い」という特徴から、基本的には小技中心の戦いになり、より上級者向きのキャラクターといえる。
グレイト勝ち
体力が残り少ない状態（レイジ状態が発動した後）で相手に逆転勝利すると、表示が「K.O.」ではなく「Great」となる。『鉄拳2』のみ3人目をこのグレイト勝ちで倒すと、4人目として隠しキャラクターである「ロジャー」または「アレックス」が登場する。
チキンマーク
『鉄拳TT』において、いわゆるチキン行為をすると勝利マークの代わりに表示されるマーク。ニワトリ、もしくはヒヨコの形をしている。
対戦時に特定の技だけを使用して相手に勝ったり、バックダッシュを多用したりすると付く。
ゲーム上の効果は何もない。
『鉄拳TT』までの作品においてはバックダッシュの性能が強力、かつ全てのステージが無限遠フィールドであったため、この点を突いてバックダッシュを繰り返して逃げることを戦術にしたプレイヤーが多発。これに対する処置として付加されたものであったが、抑制効果は全くなかった。
後年の作品ではこのチキンマークはなくなり、さらには、バックダッシュを応用した山ステ（山田ステップ）や野ステ（野口ステップ）が開発されると、それらがアーケードゲーム誌『月刊アルカディア』が編集・発行をした攻略ムック『初志貫鉄』誌上にも掲載されるなど、フィールドを自在に移動するための必須テクニックとして認知されるようになった。
グレートチキンマーク
『鉄拳TT2』において、前述のチキンマークとは逆に、さまざまな技を使い積極的なプレイを行ったり、タッグコンボを多用するとニワトリの勝利マークが点灯する。このようなプレイスタイルで連勝を続けるとニワトリが赤くなるなどの変化が生じる。また、積極的なプレイングは「チキンポイント」として計上され（プレイ中には確認不可）、ネットワークを使用した全国ランキングに反映される。